# Герб Актанышского района
Герб Актаны́шского муниципального района Республики Татарстан Российской Федерации — опознавательно-правовой знак, служащий официальным символом муниципального образования.
Герб утверждён Решением № 5 Совета Актанышского муниципального района 10 декабря 2005 года.
Герб внесён в Государственный геральдический регистр Российской Федерации под регистрационным номером 2161 и в Государственный геральдический реестр Республики Татарстан под № 26.

## Описание герба
«В зелёном поле золотой, перевязанный таковой же лентой сноп; в лазоревой, окаймлённой серебром чешуйчатой широкой главе — сияющее выходящее солнце с расширяющимися вписанными лучами, сопровождаемое по сторонам серебряными чайками, летящими к нему с воздетыми и распростёртыми крыльями».
— 

## Символика герба[4]
Герб Актанышского района языком символов и аллегорий отражает географические и экономические особенности региона.
Восходящее солнце символизирует местоположение района — он занимает восточную оконечность Республики Татарстан. Местные жители первыми встречают рассвет. Солнце — традиционный символ долголетия, активности, силы, трудолюбия.
Две чайки и серебряная волнистая полоса указывают на особую роль водных ресурсов — большая часть границ района проходит по течению рек Белой, Ик, Сюнь, Нижнекамского водохранилища. Серебро — символ чистоты, совершенства, мира и взаимопонимания.
Хозяйственная жизнь района отражена в гербе снопом о двенадцати колосьях. Основа экономики района — сельское хозяйство. Здесь не только выращивают многочисленные виды пищевых и технических культур, но и развиты предприятия переработки.
Двенадцать колосьев — 12 месяцев года, аллегорически указывают на полный годовой сельскохозяйственный цикл. Колосьями также показаны сельские округа, объединённые территорией одного района. Сноп — традиционный символ плодородия, дружбы, общности интересов, стойкости.
Золото — символ урожая, богатства, стабильности, уважения.
Зелёный цвет — символ здоровья, природы, жизненного роста.
Лазоревый цвет — символ чести, благородства, духовности.

## История герба
До утверждения герба в Актанышском районе существовала эмблема района, художественную композицию которой составляли: тюльпан, на фоне которого изображены колосья, нефтяная вышка, водный пейзаж с восходящим солнцем над горизонтом. Внизу — надпись «Актаныш».
Разработка ныне действующего герба произведена Геральдическим советом при Президенте Республики Татарстан совместно с Союзом геральдистов России
в составе:
Рамиль Хайрутдинов (Казань), Радик Салихов (Казань), Константин Мочёнов (Химки), Кирилл Переходенко (Конаково), Оксана Афанасьева (Москва), при участии Энгеля Фаттахова (с. Актаныш) и Фаиля Камаева (с. Актаныш).